# توم فوتس
توم فوتس (بالإنجليزية: Tom Fouts)‏ هو صحفي وممثل أمريكي، ولد في 24 نوفمبر 1918، وتوفي في 24 مايو 2004.

## وصلات خارجية
- توم فوتس على موقع IMDb (الإنجليزية)